# Germán Concha
Germán Claudio Concha Pardo (Santiago, 26 de junio de 1954 - ídem, 7 de junio de 2020) fue un músico chileno dedicado a la investigación y difusión pública de la cultura tradicional de su país. Durante cuarenta años integró el Ballet Folclórico Nacional de Chile, donde creó y dirigió la Academia Bafona.  Entre 1998 y 2013 se desempeñó como director de la orquesta del Festival del Huaso de Olmué y fue el fundador (1994) de la Orquesta Folclórica de Chile, agrupación que ahora mantiene su nombre como homenaje.

## Biografía

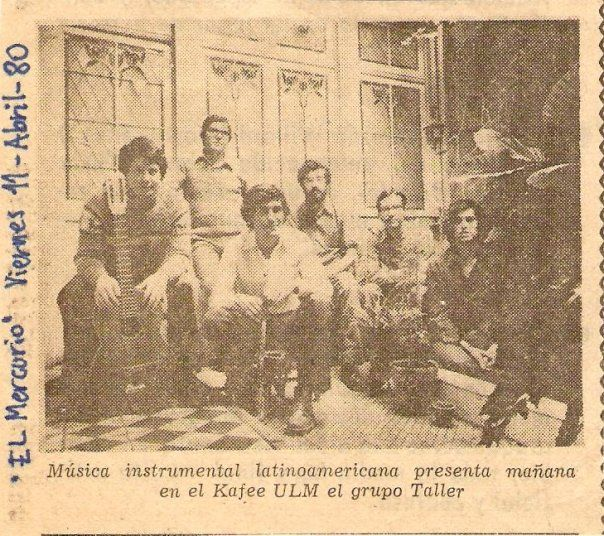
Grupo de experimentación musical «Taller». El Mercurio, 11 de abril de 1980. De pie, Germán Concha.

Germán Concha fue el menor de los tres hijos de Sergio Eduardo Concha Valdés y Elena Minerva Pardo Calderón; sus hermanos fueron Sergio Eduardo y Mónica Eugenia Concha Pardo. Nació en Santiago, vivió también en Rengo y Valdivia; estudió en el Liceo de Aplicación, la Universidad de Chile y la Universidad Arcis.

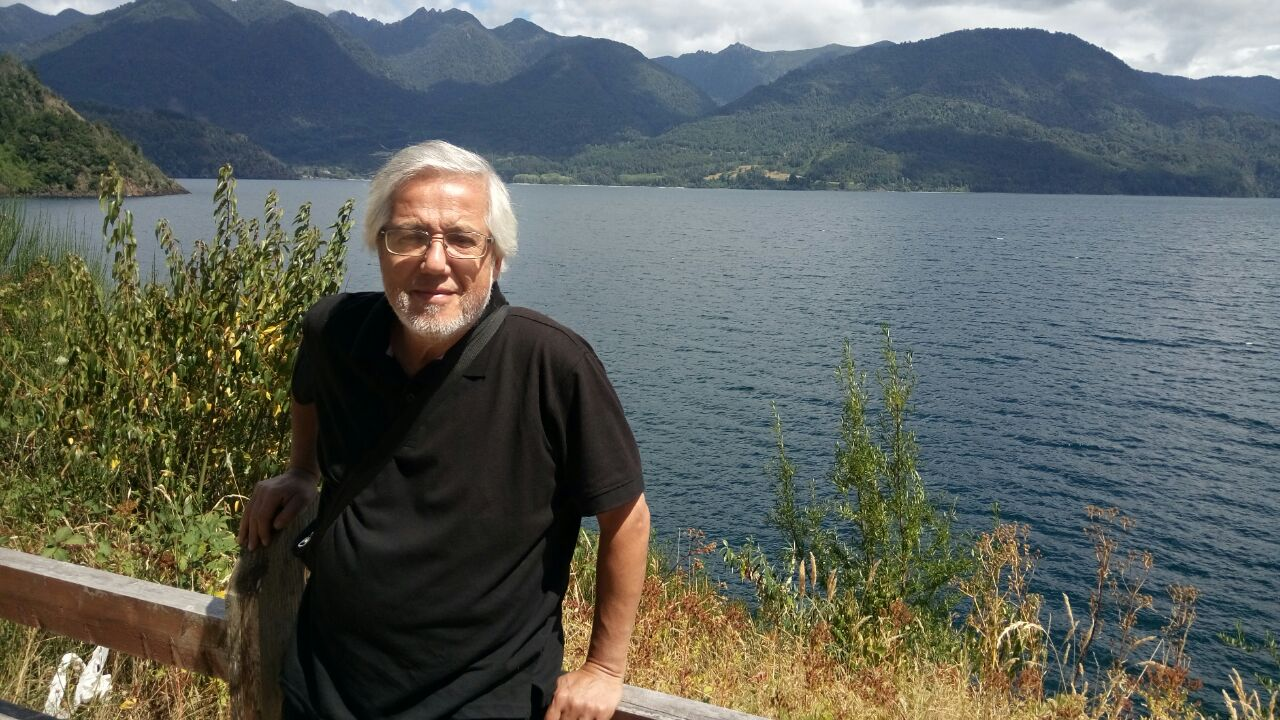
Por razones familiares, Germán Concha vivió alternadamente entre Valdivia y Santiago desde 2003 a 2020, junto a su pareja Verónica Moreno.

Su carrera artística comenzó en 1976 en el Grupo Taller, conjunto de música experimental conformado junto a Sergio Cornejo, Ricardo Parraguez, Pedro Ruiz, José Miguel Tobar, Alberto Almarza, Dante Olivares, Juan Cortés y Víctor Contreras. En 1980 se incorporó al Ballet Folclórico Nacional (Bafona), elenco perteneciente al actual Ministerio de las Culturas, las Artes y el Patrimonio.
En el Ballet ocupó cargos relacionados con la definición de la línea artística de la compañía, la formación de nuevos integrantes y la extensión cultural, a través de giras de presentaciones por Chile, Europa, Asia, África y América. Fue director musical, entre 1981 y 1991; asesor y miembro de la Comisión Artística, desde 1992 a 2020, y director de Academia, desde 2014 a 2020.
 

Durante su trayectoria desarrolló investigaciones, compuso obras y realizó arreglos, para dar estructura musical a las más de 40 piezas coreográficas inspiradas en las tradiciones chilenas, que conforman el repertorio oficial del Bafona, tal como lo señalan las publicaciones sobre la historia de la institución.
«La tradición de investigar e indagar antes de crear una obra se ha mantenido desde los orígenes de la agrupación. Lo primero siempre ha sido realizar un estudio con profesionales especializados. Los más destacados han sido Germán Concha y Osvaldo Cádiz (...)». 

### Academia Bafona

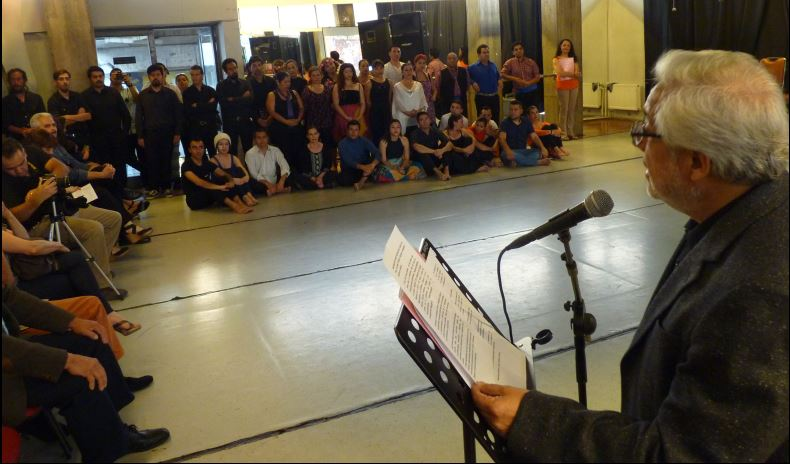
Germán Concha dirigió la Academia Bafona, junto al equipo integrado por Marcelino Valdenegro, Maritza Valencia y Leonel Garrido. En la fotografía, discurso de Concha en una actividad anual de graduación.

En 1984 creó la Academia del Ballet Folclórico Nacional, con el objetivo de preparar a los nuevos integrantes de la compañía. Desde 2010 esa unidad del Ballet amplió su cobertura formativa, para ofrecer enseñanza gratuita y capacitación docente en expresiones artísticas de raíz folclórica a profesionales fuera del elenco, profesores, estudiantes de Pedagogía y directores de conjuntos, que trabajan en la difusión de la cultura tradicional, en el ámbito comunitario y escolar.
En 2014, Concha fue nombrado director de la Academia, cargo que ejerció hasta su deceso, ocurrido el 7 de junio de 2020, debido a cáncer de páncreas. En diciembre de ese año, pocos meses después de su fallecimiento y durante la ceremonia de graduación de los cursos de música y danza impartidos por la institución, el subsecretario del Ministerio de las Culturas, las Artes y el Patrimonio, Juan Carlos Silva Aldunate, destacó su gestión.
«Esta fue la primera generación que egresa tras la partida de don Germán Concha Pardo y, de esta manera, al proyectar la obra que él creó, rendimos un homenaje a su memoria».

### Carrera independiente

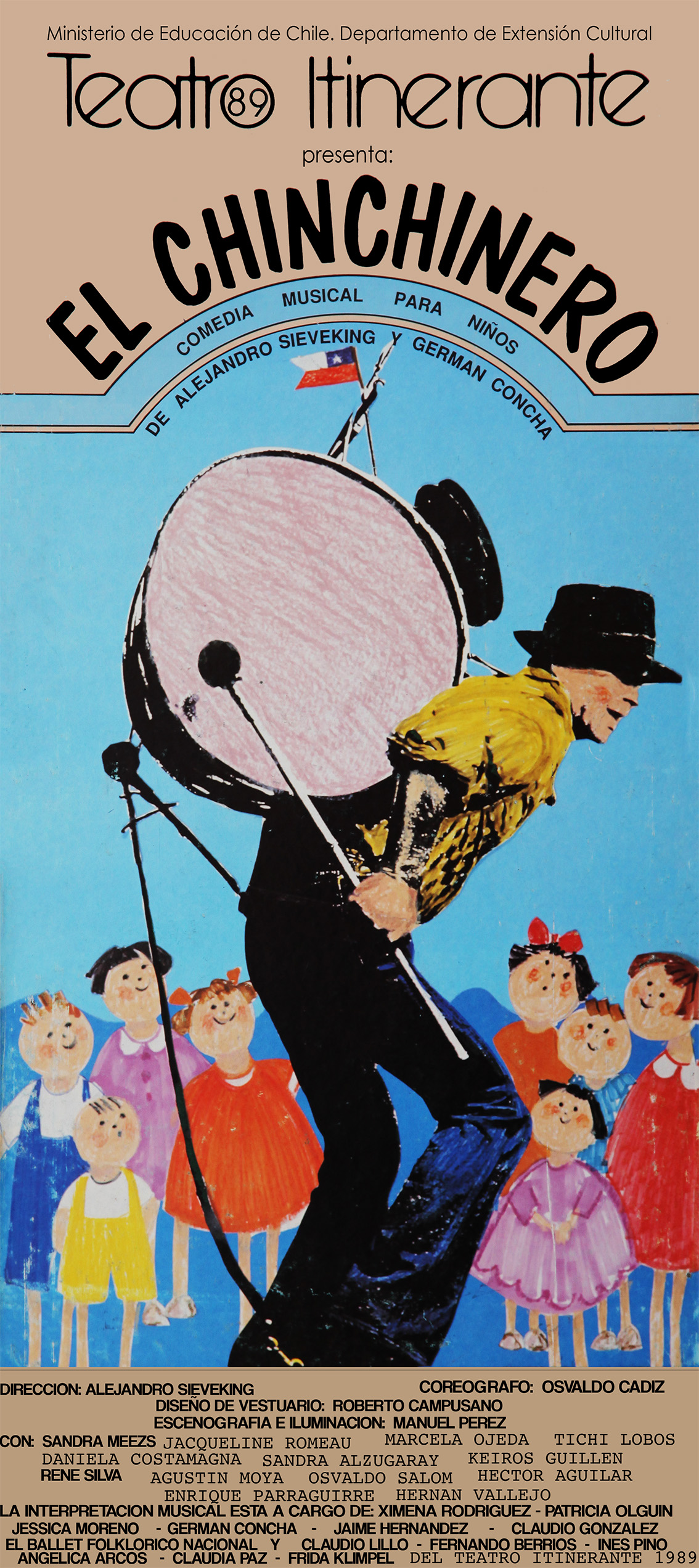
Afiche 1990. Obra con música de Germán Concha Pardo.

Entre 1986 y 1992, colaboró con la «Compañía Teatro Itinerante» del Departamento de Extensión Cultural del Ministerio de Educación. Compuso piezas musicales y realizó arreglos instrumentales para las obras «La remolienda» de Alejandro Sieveking; «El Chinchinero», comedia musical para niños, de Alejandro Sieveking y Germán Concha; «Los Ángeles Ladrones» de Jorge Díaz y música de Vittorio Cintolesi.
Desde los 20 años de edad ejerció como profesor de música y, entre 2002 y 2013, fue docente de Orquestación en la Universidad Arcis. En forma constante a lo largo de su carrera ofreció conferencias, y participó -de manera particular y como asesor del Bafona- en programas de radio y televisión dedicados a la enseñanza de la música de raíz tradicional chilena. Una de las temáticas que abordó fue la estructura e historia de la cueca. En 2009 fue convocado como jurado del Concurso Cuecas del Bicentenario, organizado como parte de las actividades oficiales del Bicentenario de la Independencia de Chile. Compartió esa responsabilidad con Alejandro Guarello.

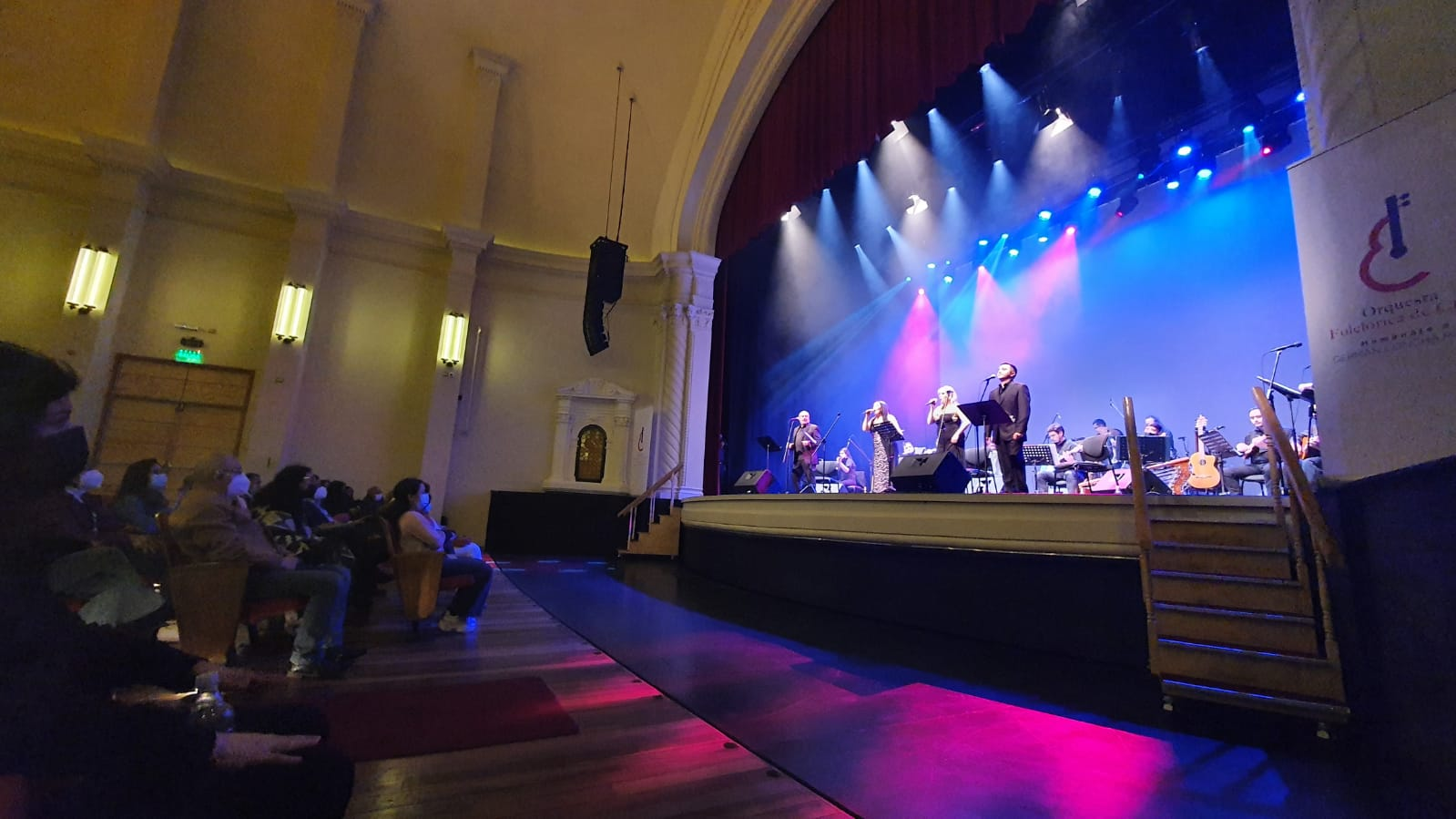
Teatro Regional Cervantes de Valdivia. Concierto de la Orquesta Folclórica de Chile homenaje a Germán Concha Pardo, realizado el 8 de octubre de 2021.

Entre 1985 y 2016, participó en distintos festivales de la canción folclórica de Chile, incluyendo dos de los eventos más difundidos públicamente en el país: el Festival Huaso de Olmué, en el cual se desempeñó como jurado y director oficial de la Orquesta (1998-2013) y el Festival de Viña del Mar, donde fue jurado preseleccionador y asesor.
En 1994 creó la Orquesta Folclórica de Chile, dedicada a la interpretación de obras de raíz folclórica con  instrumentos tradicionales. Tras su deceso, la agrupación fue reactivada y nombrada en su homenaje.
Desarrolló también una carrera como arreglador, autor y compositor. Treinta y cuatro de sus obras se encuentran registradas en la Sociedad Chilena de Autores e Intérpretes, SCD.

### Reconocimientos
En mayo de 2014 recibió el galardón «Raíces Aucamán» entregado por los fundadores del Bafona a quienes contribuyen a mantener viva la tradición musical del grupo. En enero de 2020, la Ilustre Municipalidad de San Bernardo reconoció su trayectoria en el Festival Nacional del Folklore de San Bernardo.
De manera póstuma, en enero de 2022, la Ilustre Municipalidad de Rancagua entregó un premio por su aporte a la difusión de la cultura tradicional chilena, durante un concierto realizado por la Orquesta Folclórica de Chile, en el Teatro Regional Lucho Gatica.
El Ballet Folclórico Nacional (Bafona) realizó un reconocimiento a su trayectoria en mayo de 2022, durante la celebración del 57.º aniversario de la fundación de la compañía. Fue un homenaje, en la primera presentación oficial del elenco tras la pandemia de covid-19.